# Branka Raunig
Branka Raunig (ur. 1 stycznia 1935 w Sarajewie, zm. 13 czerwca 2008 w Bihaciu) – bośniacka archeolożka i muzealniczka.

## Życiorys
Początkowo mieszkała w Kraljevie. W latach 1954–1958 studiowała archeologię na Wydziale Filozofii Uniwersytetu w Belgradzie.
Po ukończeniu studiów przeniosła się do Bośni i Hercegowiny. Pracowała w Muzeum Pounja w Bihaciu. W 1963 przeniosła się do Muzeum Regionu Đakovo. Tam kontynuowała prace nad ludem Japodi ze szczególnym uwzględnieniem obszaru Pounja. W 1971 obroniła pracę magisterską na ten temat. W 1987 została dyrektorką Muzeum Pounja. Pracowała na tym stanowisku do emerytury w 1998.
W 1992 uzyskała doktorat. Prowadziła wykopaliska i publikowała na temat kultury Japodi i stanowisk archeologicznych (Crkvina Golubić, Vranduk, Pod, Gradina i Sojeničko, w pobliżu Gradiški). Badała pochówki w Đakovie i odegrała kluczową rolę w rozpoznaniu obecności tam rzymskiego stanowiska. Nadzorowała wykopaliska, w wyniku których odkryto tam meczet. Interesowała się wieloma aspektami kultury materialnej i przeprowadziła badania materiału ceramicznego w Krčanie. Badała prehistoryczną broń wydobytą w regionie.
Oprócz głównego tematu zainteresowań, prehistorii Bośni, zajmowała się też stanowiskami średniowiecznymi.